# Lista chorążych reprezentacji Wysp Cooka na igrzyskach olimpijskich
Lista chorążych reprezentacji Wysp Cooka na igrzyskach olimpijskich – lista zawodników i zawodniczek reprezentacji Wysp Cooka, którzy podczas ceremonii otwarcia nowożytnych igrzysk olimpijskich nieśli flagę Wysp Cooka.

## Chronologiczna lista chorążych
| Lp. | Rok i miejsce        | Chorąży                 | Dyscyplina           |
| --- | -------------------- | ----------------------- | -------------------- |
| 1   | 1988, Seul           | William Taramai         | Lekkoatletyka        |
| 2   | 1992, Barcelona      | b.d.                    |                      |
| 3   | 1996, Atlanta        | Sam Nunuke Pera         | Podnoszenie ciężarów |
| 4   | 2000, Sydney         | Turia Vogel             | Windsurfing          |
| 5   | 2004, Ateny          | Sam Nunuke Pera         | Podnoszenie ciężarów |
| 6   | 2008, Pekin          | Sam Pera, Jr.           | Podnoszenie ciężarów |
| 7   | 2012, Londyn         | Helema Williams         | Żeglarstwo           |
| 8   | 2016, Rio de Janeiro | Ella Nicholas           | Kajakarstwo          |
| 9   | 2020, Tokio          | Kirsten Fisher-Marsters | Pływanie             |
| 9   | 2020, Tokio          | Wesley Roberts          | Pływanie             |